# ノース・ロンドン・ダービー
ノース・ロンドン・ダービー（英: North London Derby）は、イングランドの首都ロンドン北部をホームタウンとする2つのクラブ、アーセナルFCとトッテナム・ホットスパーFCの間で行われるサッカーのダービーマッチである。数あるダービーマッチの中でも歴史あるダービーの一つである。

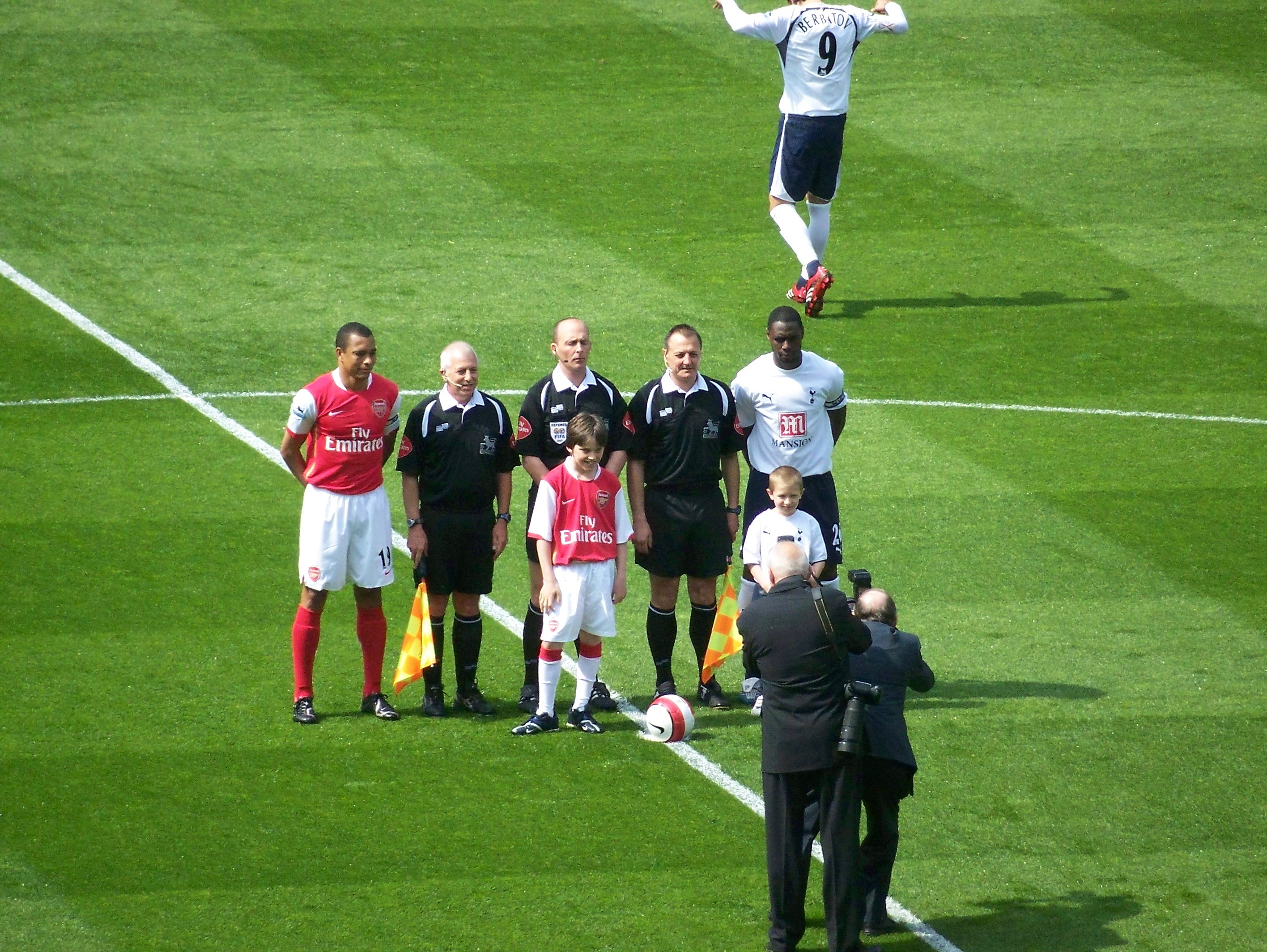
ジウベルト・シウバ（奥左）とレドリー・キング（奥右）。両者は当時のアーセナルFCとトッテナム・ホットスパーFCのゲームキャプテンである。2007年4月21日にホワイト・ハート・レーンで行われたダービーは2-2の引き分けに終わった。

## 歴史
アーセナルとトッテナム・ホットスパーが最初に対戦したのは1887年である。当時のアーセナルは本拠を現在のエミレーツ・スタジアム、あるいはその前のハイベリーではなく、南ロンドンのウーリッジ地区に構えていた。
両者の反目が始まったのは1913年。アーセナルはトッテナムの本拠地ホワイト・ハート・レーンからわずか6キロメートルほどのハイベリー地区にあるアーセナル・スタジアムに本拠地を移した。これによって両クラブの間にライバル関係が発生。翌年に「地元のライバル」として初対戦した。この時はアーセナルは2部所属であったにもかかわらず、1部所属のトッテナムにホワイト・ハート・レーンで5-1で圧倒し大勝している。
両者の対立が決定的なものとなったのは1919年。この年、1部リーグが20クラブに拡張されたことで、1部で最下位だったトッテナムは残留が可能なはずだった。ところがFAの決定はトッテナムの2部降格と、2部で5位だったアーセナルの1部昇格とした。兎も角こうしてアーセナルはトッテナムの不倶戴天の敵となったのである。
以降、1977-78シーズンを除くほとんどのシーズンを同じディビジョンで過ごし、対立を深めてきた両者だが、この対立にさらに油を注いだのが2001年のソル・キャンベルの移籍騒動である。ソル・キャンベルは当時のトッテナムのキャプテンであったにもかかわらず、契約満了と同時にアーセナルに移籍した（つまり犬猿の仲である最大のライバルに移籍し、かつ移籍金をトッテナムに残さなかった）。この行為をトッテナムのサポーターは重大な裏切りと認識し、「裏切り者（Judas）」と呼んでキャンベルを非難した。
2003-04シーズンにアーセナルは無敗優勝を遂げたが、その優勝を決めた一戦はホワイト・ハート・レーンでのノース・ロンドン・ダービーであった。この試合、アーセナルは引き分け以上で優勝することができ、試合はアーセナルが前半早々に2-0とリードした。後半になってトッテナムのジェイミー・レドナップが1点を返すと、試合終了直前に審判がトッテナムにPKを与え、これをロビー・キーンが決めて2-2の引き分けに持ち込んだ。審判はキーンがゴールを決めると同時に試合終了を宣言した。この時のPKは微妙な判定であったが、「ホワイト・ハート・レーンでアーセナルがトッテナムを降して無敗優勝を決める」というシチュエーションの危険さを審判が考慮してPKを与えたのではないかとも囁かれている。キャンベルは優勝決定の直後に控え室に消え、アーセナル選手陣による優勝アピールには加わらなかった。
後にトッテナムにアーセナルから移籍したエマニュエル・アデバヨールには、アーセナルサポーターからの激しいブーイングが飛んだ。2009-10シーズンにマンチェスター・シティに移籍したアデバヨールは、同シーズンにアーセナルとの試合でゴールを決めた際、逆方向のゴール裏まで猛然と駆けていってアーセナルサポーターを挑発した。この試合でアーセナルのロビン・ファン・ペルシの顔を踏みつけるなどしたアデバヨールは、トッテナムに移籍後の2011-12シーズンのノース・ロンドン・ダービーにてサンティ・カソルラに両足タックルしたことで一発レッド退場となり、アーセナルサポーターからのきついブーイングを背にエミレーツ・スタジアムを後にした。

## 戦績
2023年1月現在の戦績は以下の通りである。
|                      | アーセナル勝利 | 引き分け | トッテナム勝利 | アーセナルゴール数 | トッテナムゴール数 |
| -------------------- | -------------- | -------- | -------------- | ------------------ | ------------------ |
| リーグ               | 70             | 47       | 55             | 265                | 231                |
| FAカップ             | 4              | 0        | 2              | 9                  | 5                  |
| リーグカップ         | 7              | 3        | 4              | 21                 | 19                 |
| チャリティーシールド | 0              | 1        | 0              | 0                  | 0                  |
| トータル             | 81             | 51       | 61             | 295                | 255                |

## ホームスタジアム
両クラブはともに6万人規模の最新鋭のスタジアムを持ち合わせる。
| チーム名                   | スタジアム名 （命名権名称）                       | 収容人員 | 画像 | 備考 |
| -------------------------- | ------------------------------------------------- | -------- | ---- | --- |
| アーセナルFC               | アーセナル・スタジアム （エミレーツ・スタジアム） | 60,355人 |      | 2006-07シーズンより使用。 それ以前はハイベリー・スタジアム。                                                   |
| トッテナム・ホットスパーFC | トッテナム・ホットスパー・スタジアム              | 62,062人 |      | 2018-19シーズンより使用。2017-18シーズンはウェンブリー・スタジアムを使用。それ以前はホワイト・ハート・レーン。 |

## 移籍
両クラブ間の移籍は「禁断の移籍」扱いされることが多く(特にソル・キャンベルがトッテナムからアーセナルに移籍して以降)、これまでの歴史でも両クラブに在籍した選手は少ない。

### アーセナルからトッテナム
- ジミー・ブレイン - 1923-31年にアーセナルで、1931-35年にトッテナムでプレーした。
- ローリー・ブラウン - 1961-64年にアーセナルで、1964-66年にトッテナムでプレーした。
- デヴィッド・ジェンキンス - 1966-68年にアーセナルで、1968-70年にトッテナムでプレーした。
- クライヴ・アレン - 1980年にアーセナルに短期間所属。クリスタル・パレスFCとクイーンズ・パーク・レンジャーズFCを経て1984-88年にトッテナムでプレーした。
- ローワン・リケッツ -2001-02シーズンにアーセナル、2002-05シーズンにトッテナムでプレーした。
- デヴィッド・ベントリー - 2001-06シーズンにアーセナルでプレー。ブラックバーン・ローヴァーズFCを経て2008-11年にトッテナムでプレーした。
- ウィリアム・ギャラス - 2006-10年にアーセナルでプレー。2010-13シーズンにトッテナムでプレーした。
- エマニュエル・アデバヨール - 2006-09年にアーセナルでプレー。マンチェスター・シティFCを経て2011-15年にトッテナムでプレーした。
- ジョー・ハルム - 1926-38年にアーセナルでプレー。1946-49年にトッテナムで監督を務めた。
- テリー・ニール - 1959-70年にアーセナルでプレー。1974-76年にトッテナムで監督を務めた。1976-83年にアーセナルの監督を務めた。
- ジョージ・グラハム - 1966-72年にアーセナルでプレー。1998-2001年にトッテナムで監督を務めた。

この他、ハリー・ケインやジェイミー・オハラはアーセナルのユースに所属した後、トッテナムのユースに所属し、トッテナムのトップチームでプレーした。

### トッテナムからアーセナル
- ジョージ・ハント - 1930-37年にトッテナム、1937-38年にアーセナルでプレーした。
- フレディ・コックス - 1938-49年にトッテナムで、1949-53年にアーセナルでプレーした。
- ヴィク・グローブス - 1952-53年にトッテナムでプレー。Walthamstow Avenue F.C.、レイトン・オリエントFCを経て1955-64シーズンにアーセナルでプレーした。
- ジミー・ロバートソン - 1964-68年にトッテナムで、1968-70年にアーセナルでプレーした。
- スティーブ・ウォルフォード - 1975-77年にトッテナムで、1977-81年にアーセナルでプレーした。
- ウィリー・ヤング - 1975-77年にトッテナム、1977-81年にアーセナルでプレーした。
- パット・ジェニングス - 1964-77年にトッテナムで、1977-85年にアーセナルでプレー。その後現役復帰し、1985-86年にトッテナムでプレーした。
- ソル・キャンベル - 1992-2001年にトッテナムで、2001-06年にアーセナルでプレーした。2010年にもアーセナルでプレーした。
- ハーバート・チャップマン - 1905-07年にトッテナムでプレー。1925-34年にアーセナルで監督を務めた。

他にも19世紀末〜20世紀初頭には両クラブ間で移籍した選手が複数居た。